# Thomas Pfeiffer (Sänger)
Thomas Pfeiffer (* 1946 in Pleidelsheim) ist ein deutscher Sänger (Bariton) und Professor für Gesang an der Musikhochschule Stuttgart.

## Leben
Pfeiffer studierte an der Musikhochschule Stuttgart Gesang bei Helmut Lips, Liedklasse bei Hubert Giesen und Konrad Richter sowie Opernschule bei Klaus Nagora. Nach dem Studium erhielt er Lehraufträge für Gesang an der Kirchenmusikschule Esslingen und an der Musikhochschule Stuttgart, an der er seit 1992 als Professor lehrt. Schülerinnen Pfeiffers waren unter anderem die Mezzosopranistin Cornelia Lanz und die Sopranistin Ines Lex.
Bereits als Student sang Pfeiffer in Konzerten. Als Lied-, Oratorien- und Opernsänger ist er regelmäßiger Gast bei Festspielen wie den Donaufestwochen, beim Festival d’Aix-en-Provence und im Kunstverein Weimar. Beim Festival Besançon war er Solist des Orchesters „Les Amoureux“ mit Bachs h-Moll-Messe (BWV 232). Sein Repertoire umfasst zudem Werke von Mozart, Haydn, Mendelssohn Bartholdy und Smetana. Zu seiner künstlerischen Arbeit zählen ferner Rundfunk- und Fernsehaufnahmen sowie regelmäßige Gesangkurse für den Deutschen Tonkünstlerverband oder den Internationalen Arbeitskreis für Musik. Unter seinen CD-Einspielungen finden sich die drei Liedzyklen von Schubert, Lieder von Richard Strauss, die Rückert-Lieder, Mozarts Singspiel-Fragment Zaide, Rossinis Petite Messe solennelle und Bachs Matthäus-Passion. In Musikwettbewerben ist er als Juror tätig. Mit Konzertauftritten unterstützt Pfeiffer regelmäßig den Förderverein für krebskranke Kinder Tübingen. In einem Benefizkonzert setzte er sich für die Erdbebenopfer in Japan ein.
Thomas Pfeiffer lebt in Döttingen (Landkreis Schwäbisch Hall) in der Region Hohenlohe. Drei Töchter Pfeiffers – Karolin Leucht, Helene Pfeiffer und Anne-Bärbel Pfeiffer – bilden das Vokaltrio Tre Sorelle, das mit Volksliedern wie Zogen einst fünf wilde Schwäne und geistlichen Chorälen wie Gelobet seist du, Jesu Christ auftritt.